# Kevin Strangmeyer
Kevin Strangmeyer (* 16. Oktober 2000) ist ein deutscher Basketballspieler.

## Spielerlaufbahn
Der aus Stadtallendorf stammende Strangmeyer kam 2010 in einer Schul-AG mit dem Basketballsport in Berührung und spielte dann in der Jugend des BC Marburg. Im Alter von 15 Jahren spielte er zusätzlich auch in der Marburger Herrenmannschaft in der Oberliga sowie für die Basketball-Akademie Gießen Mittelhessen in der Jugend-Basketball-Bundesliga und in der Nachwuchs-Basketball-Bundesliga.
Im Spieljahr 2016/17 stand er im Aufgebot der Licher BasketBären in der 2. Bundesliga ProB, zur Saison 2017/18 wechselte er zur Spielgemeinschaft Ehingen/Urspring in die 2. Bundesliga ProA, verfehlte mit der Mannschaft jedoch den Klassenerhalt in der zweiten Liga. Im Saisonverlauf kam Strangmeyer in 22 Partien zum Einsatz und erzielte im Schnitt 1,6 Punkte sowie 1,3 Rebounds je Begegnung. In der Saison 2020/21 steigerte sich auf Mittelwerte von 7,1 Punkte und 4,2 Rebounds pro Spiel. Nach dem Zweitligaabstieg mit Ehingen/Urspring im Jahr 2022 schloss sich Strangmeyer dem Bundesliga-Absteiger Gießen 46ers an.
Mitte September 2023 wurde Strangmeyer vom Drittligisten Bayer Giants Leverkusen verpflichtet. Er unterschrieb einen Vertrag bis zum Saisonende 2023/24. Bei den Farbenstädtern sollte er den verletzungsbedingten Ausfall von Dennis Heinzmann kompensieren. Im Sommer 2024 wurde er von Leverkusens Ligakonkurrent Iserlohn Kangaroos unter Vertrag genommen.